# Seznam vrcholů v Malých Karpatech

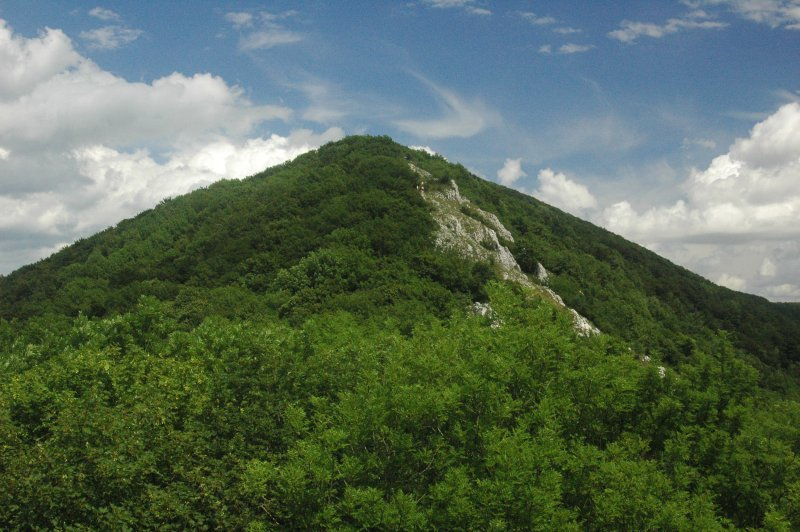
Záruby (767 m)

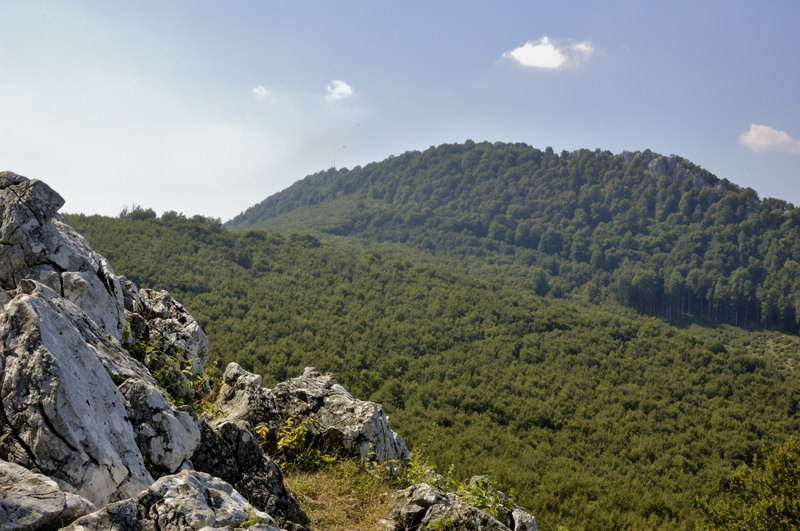
Vysoká (754 m)

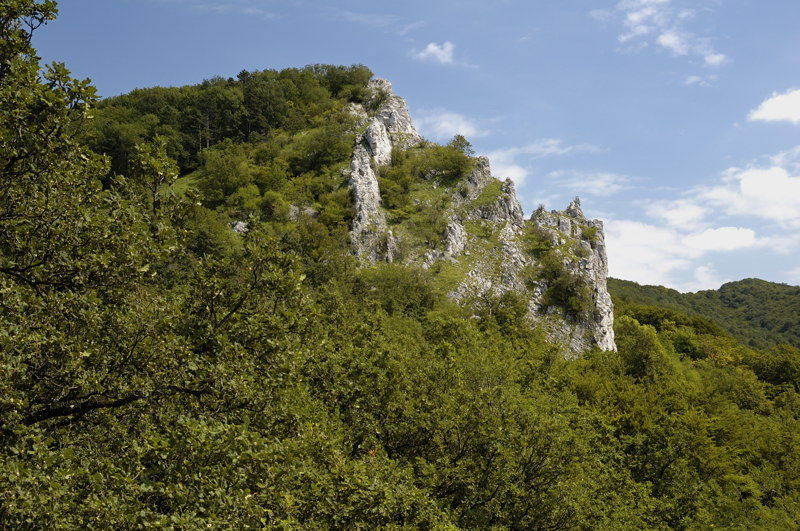
Vápenná (752 m)

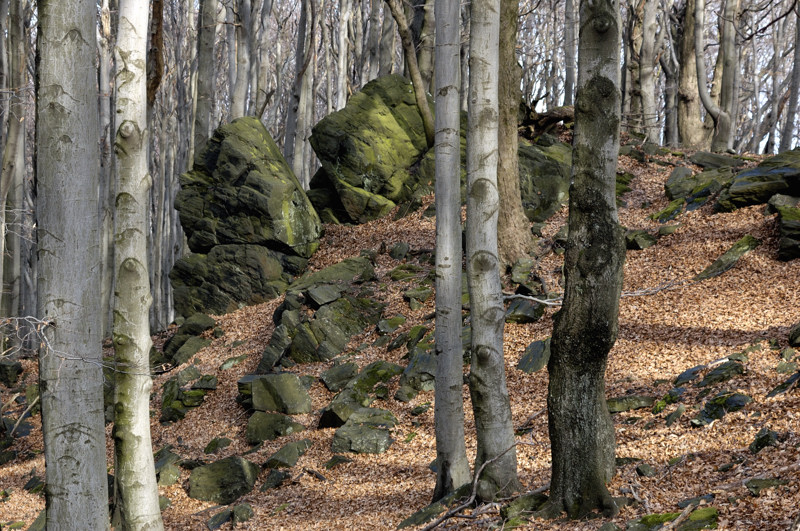
Čertov kopec (752 m)

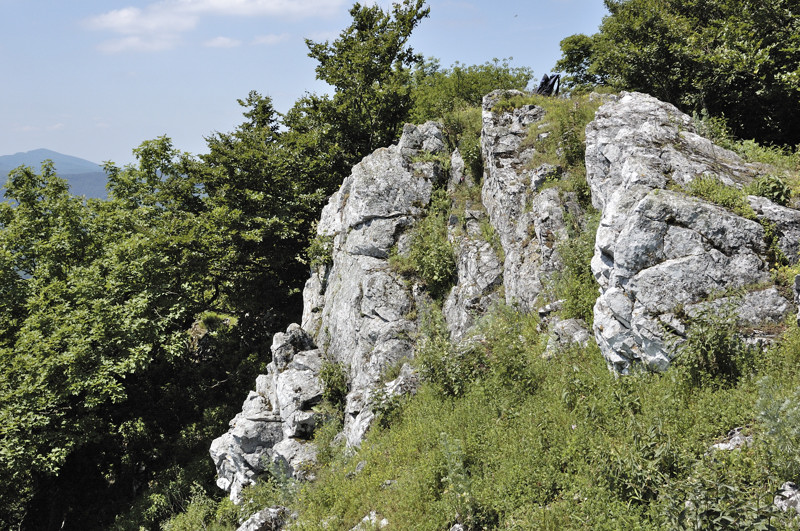
Čelo (716 m)

Seznam vrcholů v Malých Karpatech zahrnuje pojmenované malokarpatské vrcholy s nadmořskou výškou nad 600 m. K sestavení seznamu bylo použito map dostupných na stránkách hiking.sk.

## Seznam vrcholů
| #   | Vrchol          | Výška (m) | Souřadnice                       | Přístup                                                                        |
| --- | --------------- | --------- | -------------------------------- | ------------------------------------------------------------------------------ |
| 1.  | Záruby          | 767       | 48°31′25″ s. š., 17°23′30″ v. d. | červená turistická značka · zelená turistická značka                           |
| 2.  | Vysoká          | 754       | 48°25′02″ s. š., 17°13′15″ v. d. | modrá turistická značka                                                        |
| 3.  | Čertov kopec    | 752       | 48°22′52″ s. š., 17°12′41″ v. d. | neznačeno                                                                      |
| 4.  | Vápenná         | 752       | 48°27′36″ s. š., 17°16′26″ v. d. | červená turistická značka · žlutá turistická značka                            |
| 5.  | Veterlín        | 724       | 48°30′51″ s. š., 17°21′51″ v. d. | neznačeno                                                                      |
| 6.  | Havranica       | 717       | 48°31′30″ s. š., 17°24′26″ v. d. | červená turistická značka                                                      |
| 7.  | Čelo            | 716       | 48°31′02″ s. š., 17°23′26″ v. d. | neznačeno                                                                      |
| 8.  | Čmeľok          | 709       | 48°21′46″ s. š., 17°11′56″ v. d. | červená turistická značka                                                      |
| 9.  | Veľká homoľa    | 709       | 48°21′48″ s. š., 17°15′40″ v. d. | červená turistická značka · modrá turistická značka · zelená turistická značka |
| 10. | Skalnatá        | 704       | 48°22′52″ s. š., 17°13′43″ v. d. | červená turistická značka                                                      |
| 11. | Javorina        | 703       | 48°22′35″ s. š., 17°11′59″ v. d. | neznačeno                                                                      |
| 12. | Geldek          | 694       | 48°25′57″ s. š., 17°18′43″ v. d. | neznačeno                                                                      |
| 13. | Jelenec         | 694       | 48°25′53″ s. š., 17°17′50″ v. d. | neznačeno                                                                      |
| 14. | Čierna skala    | 662       | 48°29′58″ s. š., 17°20′32″ v. d. | žlutá turistická značka                                                        |
| 15. | Tri kopce       | 662       | 48°22′40″ s. š., 17°14′38″ v. d. | neznačeno                                                                      |
| 16. | Klokoč          | 661       | 48°28′21″ s. š., 17°18′34″ v. d. | červená turistická značka                                                      |
| 17. | Gajdoš          | 650       | 48°23′44″ s. š., 17°14′19″ v. d. | neznačeno                                                                      |
| 18. | Konské hlavy    | 649       | 48°20′08″ s. š., 17°10′42″ v. d. | neznačeno                                                                      |
| 19. | Somár           | 649       | 48°18′37″ s. š., 17°09′13″ v. d. | neznačeno                                                                      |
| 20. | Horný vrch      | 643       | 48°25′28″ s. š., 17°14′23″ v. d. | neznačeno                                                                      |
| 21. | Starý plášť     | 643       | 48°28′51″ s. š., 17°19′47″ v. d. | neznačeno                                                                      |
| 22. | Maľá homoľa     | 638       | 48°21′31″ s. š., 17°16′10″ v. d. | neznačeno                                                                      |
| 23. | Gašparová       | 621       | 48°20′31″ s. š., 17°09′57″ v. d. | neznačeno                                                                      |
| 24. | Polámané        | 612       | 48°29′44″ s. š., 17°20′10″ v. d. | neznačeno                                                                      |
| 25. | Čierna skala    | 604       | 48°21′50″ s. š., 17°13′53″ v. d. | neznačeno                                                                      |
| 26. | Krížnica        | 604       | 48°22′22″ s. š., 17°11′00″ v. d. | neznačeno                                                                      |
| 27. | Malý Javorník   | 604       | 48°18′13″ s. š., 17°09′49″ v. d. | neznačeno                                                                      |
| 28. | Kamenná brána   | 601       | 48°21′30″ s. š., 17°14′28″ v. d. | neznačeno                                                                      |
| 29. | Mešťanková      | 601       | 48°23′36″ s. š., 17°12′10″ v. d. | neznačeno                                                                      |
| 30. | Prostredný vrch | 601       | 48°22′16″ s. š., 17°11′34″ v. d. | neznačeno                                                                      |